# Efeito rebote
O efeito rebote é o surgimento ou ressurgimento de sintomas que ou estavam ausentes ou estavam controlados durante o uso do medicamento, mas que aparecem quando o mesmo tem seu uso interrompido ou sua dose reduzida. No caso de ressurgimento, a gravidade dos sintomas costuma ser pior do que os níveis anteriores a quando o tratamento foi iniciado.

## Exemplos

### Estimulantes
Os efeitos-rebote de estimulantes como metilfenidato ou dextroanfetamina incluem psicose de estimulante, depressão e um retorno dos sintomas de TDAH, mas de uma forma temporariamente exagerada. Até um terço das crianças com TDAH têm efeito rebote quando o metilfenidato é retirado.

### Antidepressivos
Muitos antidepressivos, incluindo aqueles que são inibidores seletivos da recaptação da serotonina, podem causar depressão, ataques de pânico, ansiedade e insônia quando interrompidos.

### Antipsicóticos
A emergência súbita e severa ou a reemergência da psicose pode aparecer quando os antipsicóticos são substituídos ou descontinuados muito rapidamente.

### Agentes alfa-2 adrenérgicos
Hipertensão de rebote, acima do nível pré-tratamento, foi observada após a descontinuação da clonidina e da guanfacina.